# Macronema hispaniola
Macronema hispaniola là một loài Trichoptera hóa thạch trong họ Hydropsychidae.